# Celestino de Almeida
Celestino Germano Pais de Almeida (Vila de Frades, Vidigueira, 28 de Maio de 1864 — Lisboa, 10 de Agosto de 1922) foi um médico e político com actividade relevante durante a Primeira República Portuguesa que, entre outras funções de destaque, foi deputado à Assembleia Nacional Constituinte, Ministro das Colónias no governo presidido por João Chagas (3 de Setembro a 12 de Novembro de 1911), Ministro da Marinha no governo de Augusto de Vasconcelos (12 de Novembro de 1911 a 16 de Junho de 1912).
Iniciado em 1892 na Maçonaria, na Loja Fraternidade com o nome simbólico de Menier.